# Africallagma pseudelongatum
Africallagma pseudelongatum е вид водно конче от семейство Coenagrionidae. Видът е незастрашен от изчезване.

## Разпространение
Разпространен е в Кения и Уганда.